# (466627) 2014 WU6
(466627) 2014 WU6 es un asteroide perteneciente al cinturón de asteroides, descubierto el 4 de octubre de 1997 por el equipo Spacewatch desde el Observatorio Nacional de Kitt Peak (Arizona, Estados Unidos).